# Zedlitz
Zedlitz település Németországban, azon belül Türingiában. Lakosainak száma 711 fő (2023. december 31.).

## Népesség
A település népességének változása:
| Lakosok száma | 671  | 684  | 729  | 732  | 711  |
|               | 2017 | 2019 | 2021 | 2022 | 2023 |